# Enfrentamientos en Odesa de mayo de 2014
Los enfrentamientos en Odesa de mayo de 2014 hacen referencia a una serie de manifestaciones, disturbios y enfrentamientos entre proucranianos y prorrusos en diferentes calles y plazas de Odesa, que el día 2 dejaron 46 ciudadanos ucranianos prorrusos muertos, 214 heridos y 172 detenidos.
Los enfrentamientos forman parte de las protestas prorrusas en Ucrania de 2014, que surgieron como reacción al movimiento Euromaidán de finales de 2013 y la llamada revolución ucraniana, y que se produjeron en muchas regiones rusófonas en el este y sur en contra del nuevo gobierno tras la desititución de Víktor Yanukóvich por el parlamento ucraniano. El Óblast de Odesa permaneció en calma, con algunas manifestaciones esporádicas por grupos pro-Maidán, anti-Maidán y prorrusos. El 3 de marzo de 2014, manifestantes irrumpieron en el edificio administrativo del óblast de Odesa exigiendo un referendo sobre el establecimiento de la "República Autónoma de Odesa".
Manifestaciones de protesta que exigían un referendo por la federalización de Ucrania ocurrieron el 6 y 13 de abril en la ciudad. A medida que la situación se deterioraba en el Óblast de Donetsk, protestantes pro-Maidán decidieron manifestarse en Odesa. El 2 de mayo de 2014, un grupo de ultranacionalistas ucranianos del Sector Derecho acorraló a los prorrusos en la plaza Campo de Kulikovo de Odesa, por lo que estos tuvieron que refugiarse en la Casa de los Sindicatos. Los prorrusos y prooccidentales se dispararon entre ellos, dejando a dos prooccidentales y cuatro prorrusos fallecidos por armas de fuego. Tanto los prooccidentales como los prorrusos arrojaron cócteles molotov contra los manifestantes en el exterior y el edificio, incendiándolo y causando 48 víctimas mortales.

## Antecedentes históricos
Después de dos guerras ruso-turcas, iniciadas por Catalina la Grande en la segunda mitad del siglo XVIII, el territorio fue unido al Imperio ruso. Al rayar el alba del 14 de septiembre de 1792, el destacamento de tropas rusas y de cosacos del mar Negro, bajo el mando del conde José de Ribas, tomó definitivamente el fuerte de Yení Dunyá, es decir, de Jadsibey. El famoso crítico literario, periodista y filósofo ruso del siglo XIX Visarión Belinski llamó a Odesa «la tercera de las ciudades rusas» por su importancia, mientras el poeta Aleksandr Pushkin la caracterizó como «la más europea de las ciudades rusas».
La ciudad y el puerto de Odesa obtuvieron el estatus de ciudad en 1794, por un decreto de Catalina la Grande como la principal puerta marítima del sur del Imperio ruso. La iniciativa fue del español nacido en Nápoles (y vicealmirante de la Armada Imperial Rusa) conde José de Ribas que dirigió la construcción de la ciudad, de la fortaleza y del puerto, diseñados por el ingeniero neerlandés Franz de Volán. El nombre elegido para la ciudad fue el de la antigua colonia griega de Odessos (Οδησσός) y en 1795, la emperatriz le cambió el género al femenino, Odesa. El rápido desarrollo y el florecimiento de Odesa se deben principalmente a la actividad y buen gobierno de los padres de la ciudad: el conde J. de Ribas, el ingeniero militar F. de Volán, el duque de Richelieu, el conde L. Langerón, y el conde Mijaíl Vorontsov.
Durante los años 1823-1824, el poeta Aleksandr Pushkin vivió y escribió en Odesa. Sus «Cartas» cuentan como Odesa fue la gran ciudad rusa «donde todo a Europa huele y respira...», y donde se puede hablar francés y leer prensa europea. Desde aquel entonces la ciudad se convirtió en una Meca para artistas, científicos y otros intelectuales de fama mundial, lugar de veraneo predilecto de la nobleza, rusa y polaca en su mayor parte.
Durante la Guerra de Crimea, en abril de 1854, Odesa fue bombardeada por fuerzas navales británicas y francesas con un intento de desembarco, pero sin éxito, debido a una fuerte resistencia de los ciudadanos y la reacción inmediata en su defensa de parte de la prensa europea.
A comienzos del siglo XX, Odesa llegó a ser la cuarta ciudad del Imperio ruso, por su tamaño e importancia (después de Moscú, San Petersburgo y Varsovia), y fue considerada una de las ciudades más confortables de Europa. Tenía comunicación ferroviaria y marítima, electricidad, teléfono, agua corriente, alcantarillado, las calles mejor pavimentadas de Europa (acudían especialistas americanos para conocer su tecnología), transporte municipal, hospitales y ambulancia, balnearios, la Universidad, institutos y liceos, cinco bibliotecas privadas y dos públicas, museos, la Ópera (los espectáculos se daban en ruso, polaco, alemán, italiano y francés), teatros y cines, hipódromo, parques, hoteles de lujo, cerca de mil cafés y restaurantes, y buena compañía de ricos y nobles de toda Europa.
En 1905, Odesa vivió una revolución de trabajadores. El famoso largometraje El acorazado Potemkin del director Serguéi Eisenstein hace referencia a este evento, e incluye una de las escenas más famosas de la historia del cine, donde cientos de civiles son asesinados en una escalera de piedra. La masacre nunca ocurrió en la realidad, pero la película terminó convenciendo a muchas personas de que había sido real y durante muchas décadas los escalones de Odesa han sido una atracción turística de Odesa.
Durante la guerra de independencia de Ucrania (1917-1921), la ciudad formaba parte de la República Popular Ucraniana. En 1918, los bolcheviques tomaron la ciudad y autoproclamaron la República Soviética de Odesa, que existió durante tres meses, antes de ser ocupada de nuevo por la República Popular Ucraniana. El 7 de febrero de 1920, el Ejército Rojo tomaba Odesa y, a finales de 1921, Ucrania perdía la guerra de independencia. De esta manera, la ciudad pasó a formar  parte de la República Socialista Soviética de Ucrania, fundada por los bolcheviques en 1919. En 1922, la RSS de Ucrania se incorporó a la Unión Soviética mediante el Tratado de Creación de la URSS.
Entre 1941-1944 la ciudad fue ocupada por fuerzas rumanas y alemanas, excepto su parte subterránea donde continuaba la resistencia. En los primeros meses de ocupación, aproximadamente 280.000 personas (la mayoría judíos) fueron asesinadas o deportadas. Odesa fue liberada por el Ejército Rojo el 10 de abril de 1944.
Odesa llegó a ser la primera ciudad europea que dio una resistencia fuerte y duradera a las tropas hitlerianas, siendo asediada por ellas durante 73 días hasta su abandono por las tropas soviéticas conforme a la orden de Stalin. Por el heroísmo de los ciudadanos en 1945 Odesa recibió el título de Ciudad heroica.
Durante los años 1960 y 1970, la ciudad creció rápidamente y llegó a ser uno de los centros industriales más importantes de la URSS.
Tras el intento de golpe de Estado en la Unión Soviética producido en Moscú entre el 19 y 21 de agosto de 1991, el 24 de agosto el Parlamento ucraniano aprobaba la Declaración de Independencia de Ucrania que establecía a Ucrania como un Estado independiente y democrático. Tras la disolución de la Unión Soviética el 25 de diciembre,

## Contexto

Región de Odessa en Ucrania.

La primera fase de la guerra ruso-ucraniana se refiere al periodo comprendido entre 2014 y 2015 en los inicios de dicho conflicto. Tras esta etapa se desarrolló una fase de alto el fuego a la que siguió un recrudecimiento del conflicto a partir de febrero de 2022. Inicialmente se trató de una crisis diplomática internacional que sobrevino en febrero de 2014 tras la destitución del presidente ucraniano Víktor Yanukóvich como resultado de las protestas del Euromaidán —realizadas principalmente en las zonas occidental y central del país para apoyar el acercamiento hacia la Unión Europea— que fueron rechazadas por comunidades rusófonas de la zona suroriental del país, compuestas en su mayoría por ucranianos rusófonos y rusos étnicos.
Tras la huida de Yanukóvich en dirección desconocida el 21 de febrero de 2014, la Rada Suprema destituyó del cargo a Yanukóvich por «el abandono de sus funciones constitucionales». El 23 de febrero de 2014, el jefe del grupo parlamentario del Partido de las Regiones que lideraba Yanukóvich, Oleksandr Yefrémov, responsabilizó a Yanukóvich del saqueo del país y del derramamiento de sangre.
Consecuentemente, el parlamento asumió el poder Ejecutivo y propuso derogar la ley sobre la cooficialidad de los idiomas de las minorías a nivel municipal y provincial. Como respuesta, diversos grupos prorrusos se manifestaron en contra del nuevo gobierno nacional y proclamaron sus anhelos de estrechar sus vínculos (o inclusive integrarse) con Rusia. Estas protestas se concentraron en Crimea y algunas óblast en la zona fronteriza entre Rusia y Ucrania donde se produjeron una serie de revueltas militares, incluyendo tanto tropas locales como tropas rusas. En medio del levantamiento, las autoridades de Crimea convocaron a un referéndum para el 16 de marzo siguiente con el propósito de adherirse a la Federación Rusa.
Tras el pedido del gobierno de Crimea a Rusia, el Consejo de la Federación aprobó un envío de tropas que (según las autoridades del país) tenía como objetivo garantizar la integridad de los habitantes de Crimea y las bases rusas estacionadas allí, hasta que se normalizara la situación sociopolítica. Ello favoreció la Declaración de Independencia de Crimea y Sebastopol que condujo a la proclamación de la República de Crimea —reconocida solo por Rusia— previo restablecimiento de la constitución de 1992 que consideraba al territorio como soberano —aunque delegaba algunas competencias a Ucrania— con una ciudadanía y una policía propias. El proceso finalmente condujo a la adhesión de Crimea a Rusia que fue oficializada el 18 de marzo de 2014, aunque no contó con el reconocimiento del gobierno ucraniano.
Pese al apaciguamiento alcanzado en Crimea, la situación degeneró en el Dombás donde las fuerzas separatistas de las autoproclamadas Repúblicas Populares de Donetsk (RPD) y Lugansk (RPL) se enfrentaron al gobierno de Ucrania agravando la guerra en esta región. El 11 de mayo de 2014, ambas repúblicas celebraron referéndums ilegítimos bajo la legislación ucraniana sobre su estatus político en los territorios controlados por los separatistas que resultaron en una proclamación de independencia de las regiones en cuestión mientras que los combates continuaron a pesar de los intentos por detenerlos. Una llamada telefónica entre líderes separatistas admitiendo la manipulación de la votación y acordando el resultado de los referéndums fue filtrada por la Inteligencia ucraniana. No obstante, el 15 de febrero de 2015 —con la entrada en vigencia del acuerdo Minsk II— se inició un alto el fuego incondicional.

### Protestas prorrusas

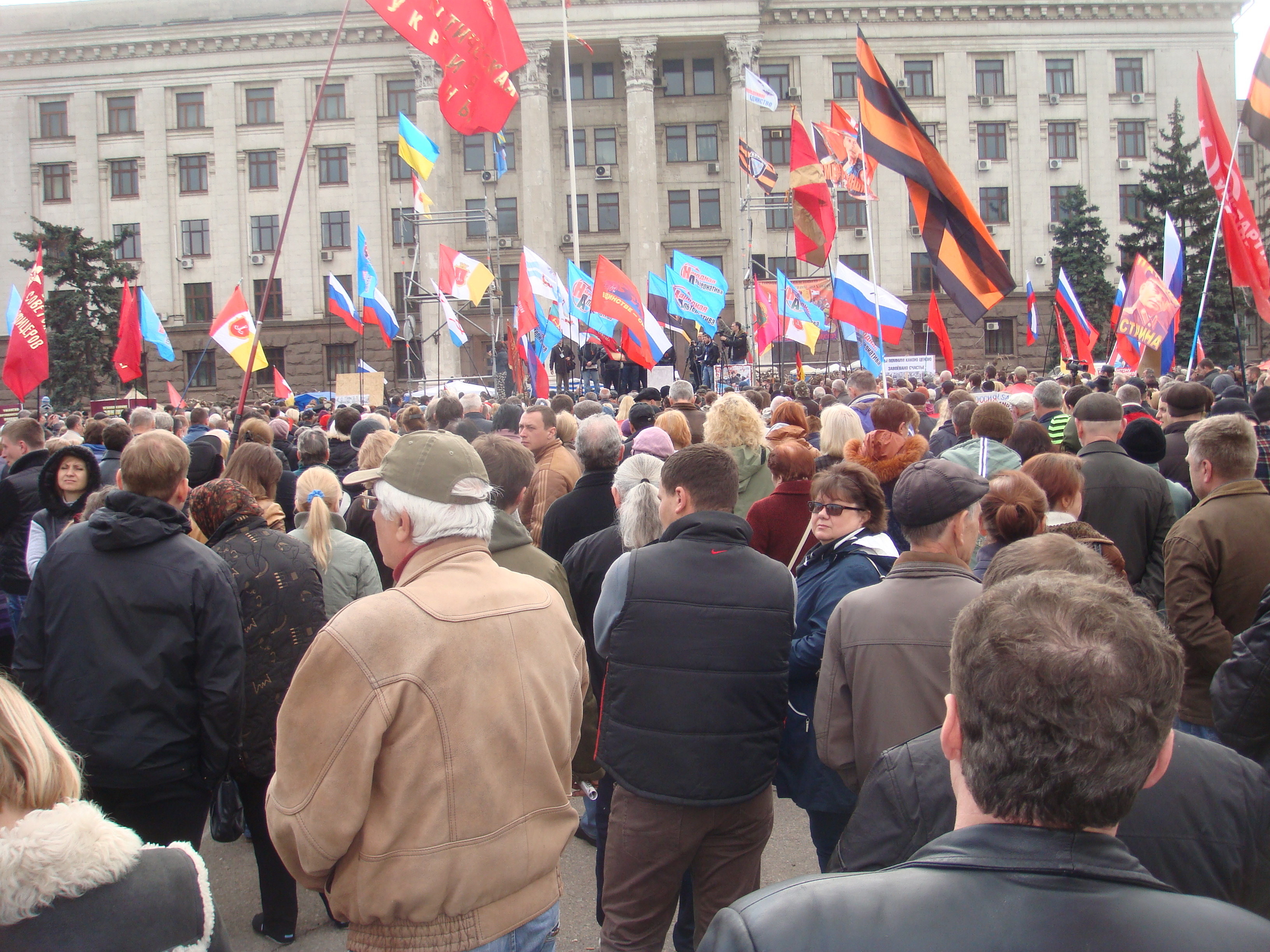
Manifestación del 13 de abril.

En la primavera de 2014, tras las protestas del Euromaidán y el cambio de gobierno, Ucrania se vio sumida en una profunda crisis caracterizada por el enfrentamiento entre ucranianos prooccidentales y prorrusos. En el sur y este del país se llevaron a cabo masivas manifestaciones contra el nuevo gobierno.

## Masacre de mayo
El 1 de mayo de 2014, Día Internacional de los Trabajadores, una multitud marchó por las calles del centro de Odesa con pancartas que decían «Odesa es una ciudad heroica», «¡Referéndum!» y «El fascismo no pasará». El desfile llegó hasta Campo Kulikovo, donde los activistas del movimiento "Alternativa Popular" tenían un campamento para recoger firmas en apoyo de un referéndum sobre la descentralización del poder, la oficialidad de la lengua rusa y la dirección de la política exterior del país. Manifestantes anunciaron que permanecerían en Campo Kulikovo solicitando que las autoridades llamar a un referéndum y exigiendo la liberación de sus compañeros detenidos por el Servicio de Seguridad de Ucrania.
El 2 de mayo se organizó una manifestación a las 14:00 horas en la plaza de Sobornaya para defender la unidad nacional en la que atendieron unas 1.500 personas, incluyendo muchos fanes de los clubes FC Chernomorets Odessa y F.C. Metalist Járkov, junto con algunos miembros del grupo de extrema derecha Sector Derecho, además de otras personas. En la zona, celebrar marchas conjuntas entre los aficionados a los deportes antes de un partido de fútbol es una tradición regular. A medida que iban marchando por la calle Deribasovskaya, los fanes de ambos equipos empezaron a cantar el himno nacional de Ucrania juntos, cantando eslóganes patrióticos como "Odesa, Járkov, Ucrania" y varias canciones en contra del Presidente Ruso Vladímir Putin. Los observadores de OSCE informaron que vieron a un centenar de activistas unionistas en camuflaje con palos y escudos participando en la marcha.
Los asistentes dijeron a los periodistas de antemano que se habían enterado a través de las redes sociales que "los partidarios anti-Maidán estaban llamando a todo el mundo para reunirse y aplastar la marcha de unificación." Una de las páginas pedía a sus partidarios en Odesa a "seguir el ejemplo de Donetsk", en referencia a los ataques prorrusos que habían tomado lugar contra manifestantes proucranianos en Donetsk varios día antes. Un panfleto que decía que los grupos prorrusos "defenderían a Odesa de los pogromos" se distribuyó por la ciudad antes de la manifestación.
Según las autoridades ucranianas, un autobús de separatistas prorrusos fue detenido mientras intentaban entrar en la ciudad; el grupo que iba en el autobús fue liberado inmediatamente por orden de un policía de alto cargo.
Proucranianos y prorrusos se enfrentaron en combates callejeros, tirándose piedras y cócteles molotov, y construyeron barricadas por toda la ciudad. Había personas armadas en los dos bandos. Según los medios ucranianos, testigos habrían afirmado que la primera víctima fue un manifestante proucraniano, quien recibió una bala de un arma automática.

### Incendio en la Casa de los Sindicatos

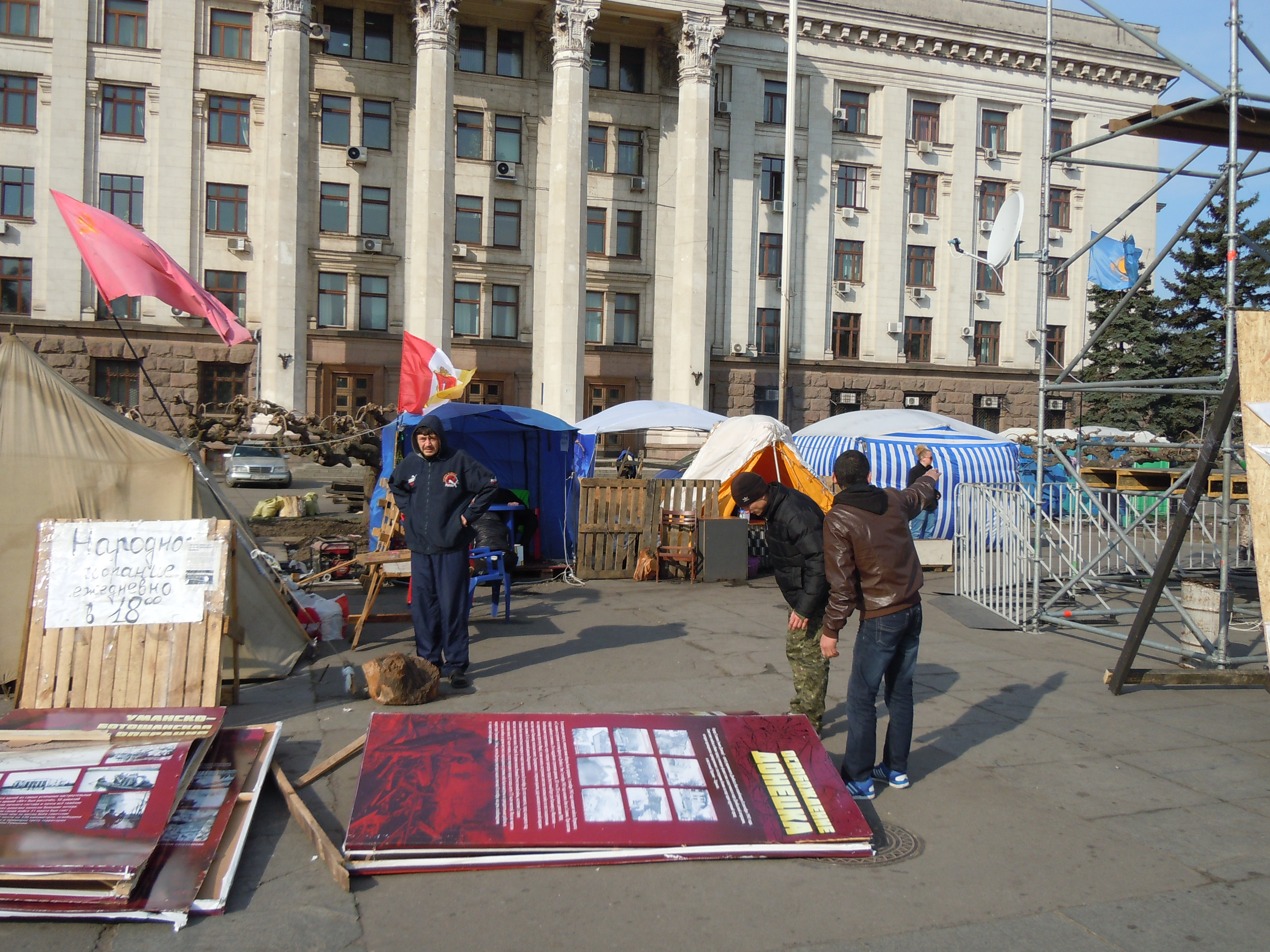
Campamento prorruso en Campo Kulikovo, fuera de la Casa de los Sindicatos.

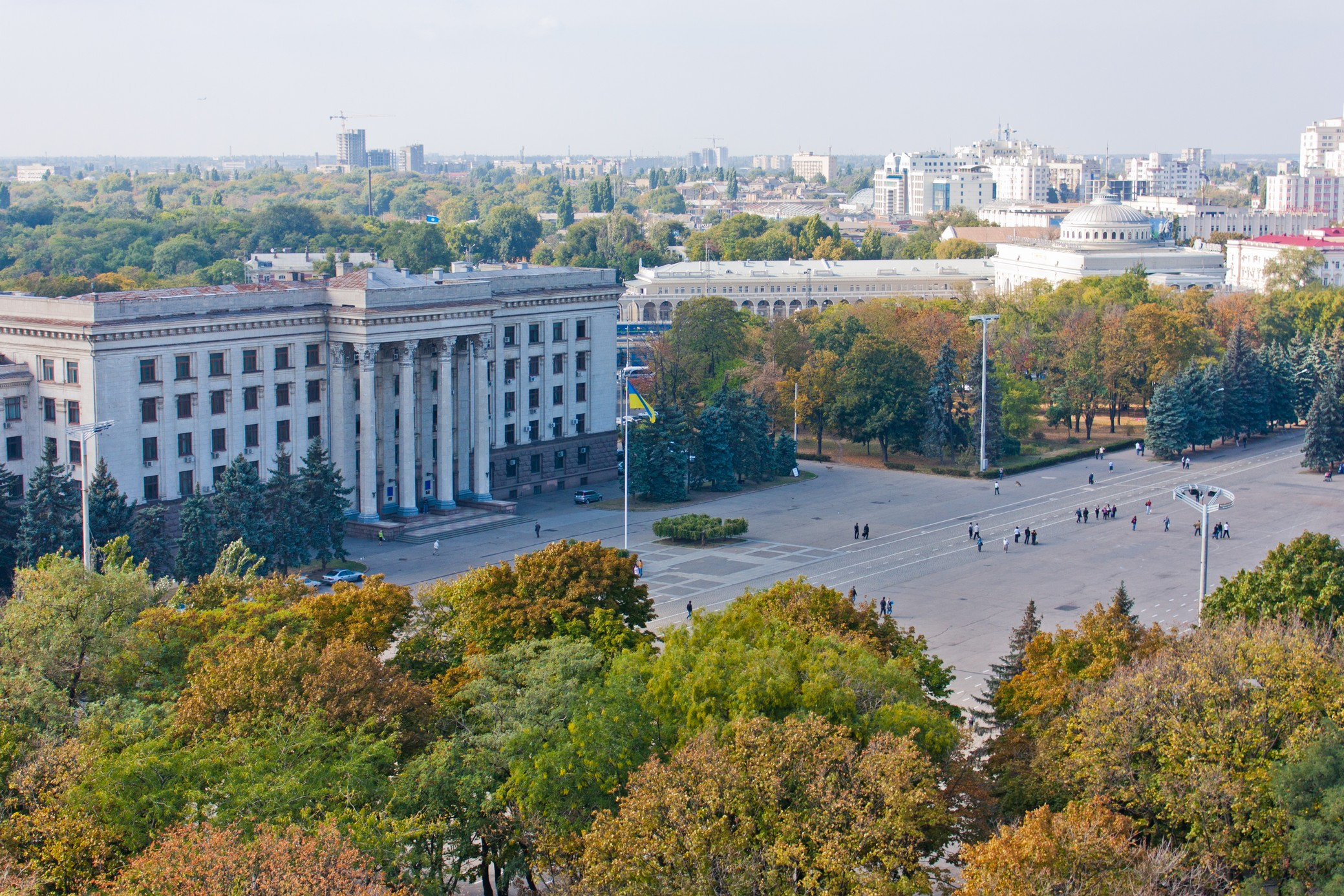
Casa de los Sindicatos, en el Campo de Kulikovo, antes del conflicto.

A medida que se extendía la información sobre las primeras víctimas entre los partidarios de una Ucrania unida, se instó en las redes sociales a dirigirse al Campo de Kulikovo para destruir el campamento anti-Maidán. La multitud prorrusa y anti-Maidán fue superada en número por manifestantes proucranianos, y su campamento fuera de la Casa de los Sindicatos fue atacado e incendiado. Eso forzó a los ocupantes del campamento a refugiarse en el edificio para protegerse contra los proucranianos. El edificio tiene cinco plantas de altura y es la sede de la Federación Regional de Odesa de Sindicatos. Se encuentra en el Campo Kulikovo, en el centro de la ciudad.
Según los prooccidentales, los prorrusos dispararon contra los manifestantes de la calle con armas de fuego en el tejado de la Casa de los Sindicatos. La multitud prooccidental tiró cócteles molotov contra el edificio, y finalmente provocaron el incendio los propios prorrusos lanzando cócteles molotov desde el tejado de la Casa de los Sindicatos y los miembros del grupo ultraderechista Pravy Sektor, una de las organizaciones más activas en el Euromaidán y en las posteriores manifestaciones a favor de la unidad de Ucrania.
El fuego empezó en la segunda y tercera planta del edificio, y se extendió rápidamente. Se enviaron al escenario trece unidades de bomberos, pero fueron incapaces de trabajar con normalidad por el gran número de personas alrededor del edificio que les impidieron acercarse. Militantes anti-Maidán fueron vistos intentando saltar por las ventanas, otros se quedaron en el tejado, atrincherándose y negándose a salir.
Mientras ardía el edificio, 31 personas murieron atrapadas. En total, 46 personas murieron en un día como resultado de los enfrentamientos y se informó de que 214 habían sido heridos. 172 personas fueron detenidas por el conflicto.
El Ministro del Interior dijo el 2 de mayo que la identidad de la mayoría de las víctimas no se había podido determinar. Aunque se hablaban de ciudadanos provenientes de Transnistria. La oficina en Odesa del Ministerio del Interior emitió un comunicado el 3 de mayo, en el que decía que habían podido identificar a ocho de los fallecidos en el incendio, y que eran todos de Odesa.

## Sucesos posteriores

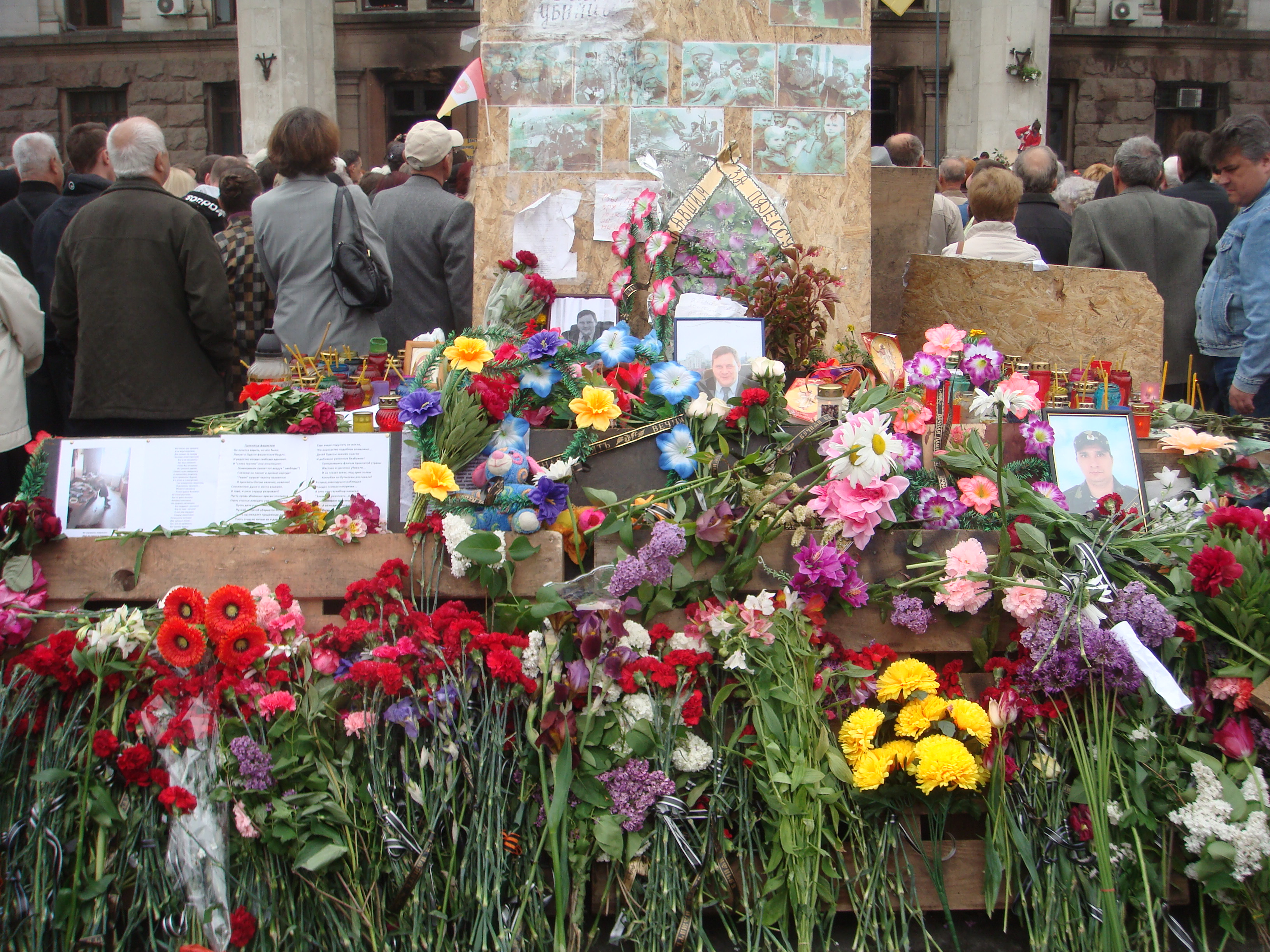
Homenaje a las víctimas al 9° día de su muerte.

Las autoridades locales decretaron tres días de luto en honor a aquellos que perdieron su vida en los enfrentamientos. El Presidente de Ucrania, Oleksandr Turchínov, decretó también dos días de luto nacional para los fallecidos en los enfrentamientos de Odesa y para los que murieron durante la contraofensiva gubernamental en el Óblast de Donetsk.
El día tras los enfrentamientos, manifestantes prorrusos y proucranianos se reunieron delante de la quemada Casa de los Sindicatos. Unos 2.000 manifestantes prorrusos empezaron a cantar "Odesa es una ciudad rusa". La presencia policial fue muy intensa, y solo se produjeron algunas escaramuzas menores entre manifestantes.
El 4 de mayo cientos de activistas prorrusos se manifestaron en la sede la policía en la ciudad para que exigir la puesta en libertad de los activistas prorrusos detenidos, rodeando el edificio. Las fuerzas de seguridad empezaron a liberar arrestados. Ante los manifestantes, 67 activistas, todos residentes de Odessa, fueron puestos en libertad. Entre los liberados hubo varios sobrevivientes del mortífero incendio del 2 de mayo. Una multitud que incluyó a muchas mujeres y personas de edad avanzada aplaudió y abrazó a los activistas liberados y exigió que sean liberados todos los demás activistas de Odesa detenidos.

## Investigación

### Investigación del gobierno ucraniano

#### Cloroformo
El 6 de mayo, el candidato presidencial Petro Poroshenko informó a los periodistas de que durante una sesión cerrada del parlamento, se presentaron pruebas de que "una sustancia tóxica" se había colocado en la Casa de los Sindicatos para facilitar un aumento de víctimas, y que los eventos se organizaron de antemano por funcionarios rusos y locales.
La investigación siguió su curso, y el 19 de mayo, el Viceministro del Interior e Investigador Jefe Vitaliy Sakal explicó a los periodistas que se habían encontrado restos de cloroformo en el interior del edificio, y que, además, habían atribuido 32 muertes a la inhalación de una sustancia aún no identificada. Sakal añadió que la mezcla que contenía cloroformo había estado en la Casa de los Sindicatos durante varios días. También dijo que estaba en marcha una investigación para determinar el origen de la sustancia, y que los investigadores ucranianos habían pedido a la Embajada israelí que les proporcionara profesionales calificados para ayudarlos en la materia.

#### Nacionales rusos
Tras el incendio, el día siguiente, el Ministerio del Interior emitió un comunicado en el que se indicaba que 172 personas habían sido arrestadas. Se decía también que era evidente que el conflicto se había preparado meticulosamente, a partir del hecho que la mayoría de detenidos identificados eran nacionales rusos y residentes de Transnistria. Durante los arrestos, la policía confiscó armas de fuego y una cantidad importante de mezcla incendiaria. El mismo día, Vitali Yarema, vice primer ministro de Ucrania, dijo que había extranjeros entre tanto los participantes de las manifestaciones como las víctimas.
Según el Servicio Secreto de Ucrania (SBU), en los enfrentamientos que tomaron lugar estuvieron involucrados "grupos militares ilegales" y mercenarios, que se coordinaron en Transnistria por grupos subversivos de Rusia, y fueron financiados por exmiembros del gobierno de Yanukóvich. Los nombrados fueron el ex primer ministro Serhiy Arbuzov y el ex vice primer ministro Oleksandr Klymenko. La portavoz del SBU Kateryna Kosareva dijo que «la subversión en la ciudad ucraniana de Odesa fue financiada por antiguos altos cargos, con el objetivo de perturbar la estabilidad en el sur de Ucrania.» «Sus organizadores planeaban que sería el inicio de una inestabilidad a gran escala en el resto de las regiones meridionales de nuestro país.»
El Ministerio del Interior anunció que entre los organizadores del conflicto se habían detenido, al menos tres eran ciudadanos de la Federación Rusa. Sus nombres eran Evgeny Mefedov, de Yoshkar-Olá; Andrei Krasilnikov, de Nizhni Nóvgorod; y Alexander Zolotashko. El SBU identificó luego a otros ciudadanos rusos arrestados: Boris Demylov, Sergei Pavlov, Alexander Vdovin, Sergei Sidorenko y Dmitri Bormotov, de Evenkía.

#### Implicación policial
El gobierno regional de Odesa dijo que el conflicto podría haberse evitado si la policía hubiera cumplido con sus obligaciones, y acusó a la policía de incitar a la confrontación y aceptar sobornos para cambiar su lealtad al lado de los separatistas. Varios policías fueron vistos llevando los brazaletes rojos de los manifestantes prorrusos.
El jefe de la policía local fue despedido y podría enfrentarse cargos criminales. «La policía en Odesa actuó ofensivamente y posiblemente de forma criminal», dijo el ministro del Interior Avákov. «El honor del uniforme no ofrecerá ninguna cobertura». Seguidamente anunció la formación de una nueva fuerza de policía especial formada por civiles llamada "Kiev-1" para ayudar a la policía de la ciudad.
Arsén Avákov, el ministro del Interior, culpó a los políticos locales por los eventos. Aquellos de los que se sospecha su implicación incluyen concejales locales, trabajadores de las elecciones, policía, familiares de antiguos oficiales de policía y activistas anti-Maidán activos. Doce personas fueron arrestadas, aunque sus nombres no fueron revelados.

### Investigación de partes contrarias al gobierno ucraniano
En el bando contrario el diputado de la asamblea legislativa de Odesa, Vadim Savenko, dice haber probado que los supuestos hinchas de fútbol, eran en realidad militares que servían en los batallones "Tormenta" y "Dniéper-1" reclutados por las organizaciones ultranacionalistas. Al comenzar los enfrentamientos llevaban insignias propias de los aficionados, pero después y hasta el final de los disturbios aparecieron con uniforme, portando equipos de protección, chalecos antibalas y armas de fuego.

## Reacciones

### Países involucrados
- Rusia — El ministro de Asuntos Exteriores, Serguéi Lavrov, dijo que el incendio era «otra manifestación de la irresponsabilidad criminal de las autoridades de Kiev, que permiten las acciones de unos nacionalistas radicales insolentes, que participan en una campaña de terror físico» contra aquellos que quieren «una mayor autonomía» en sus regiones rusófonas.[68] El representante permanente de Rusia ante la ONU declaró que "quemar gente viva en Odesa evoca los crímenes de los nazis, fuentes de inspiración ideológica de los ultranacionalistas ucranianos".[69]
- Ucrania — El ministro de Asuntos Exteriores indicó en un comunicado que «creemos que una investigación completa e imparcial, llevada a cabo por las agencias de la ley de Ucrania, nos permitirá no solo encontrar a los perpetradores de la tragedia, sino también a sus superiores y patrocinadores, tanto en Ucrania como en Rusia»[5] El Jefe de Gabinete de la Presidencia ucraniana en funciones, Serguéi Pashinski, dijo que «lo que vimos en Odesa fue una provocación del Servicio Federal de Seguridad [ruso] para para desviar la atención de la operación anti-terrorista [en el este de Ucrania]. [El FSB] quiere mostrar que la situación [en nuestro país] no es estable, pero lo ocurrido en Odesa muestra otra cosa, que la paciencia de la gente se ha terminado.» Pashinski afirmó también que el FSB armó a militantes prorrusos en Odesa.[70] El Presidente en funciones Turchínov dijo que las fuerzas especiales de Rusia estaban trabajando con éxito para desestabilizar Ucrania, ayudados por «estrellas invitadas de Transnistria». Por su parte, el político ucraniano Dmitri Spivak aseguró que «ha quedado muy claro que el lado prorruso estaba bien armado, bien organizado y que esta acción estaba planeada desde hacía tiempo». También dijo que solamente le dirá a Putin una cosa: «que se olvide de Odesa».[71]

### Otros
- Bulgaria - El ministro de Asuntos Exteriores búlgaro, Kristian Vigenin, condenó duramente los enfrentamientos y expresó sus condolencias a las familias de las víctimas. También instó al Gobierno de Ucrania a «cumplir sus obligaciones de desarmar a los paramilitares...limitar la influencia de grupos de extrema derecha» y a todas las partes a abstenerse de nuevas provocaciones.[72]
- España — El Gobierno de España expresó el 3 de mayo, mediante una nota de prensa, su «profunda preocupación» por los incidentes que en «Odesa han producido numerosas muertes». El ejecutivo, en nombre de la sociedad española, «transmite sus condolencias a los allegados de los fallecidos y desea una rápida recuperación a los heridos». También confía en que «las autoridades llevarán a cabo una investigación que permita aclarar lo sucedido y, en su caso, llevar ante la justicia a los responsables». Por último, «reitera la importancia que tendrá la celebración de las elecciones presidenciales el próximo 25 de mayo en Ucrania».[73]
- Estados Unidos — El Departamento de Estado de los Estados Unidos dijo que «Estados Unidos está de luto con todos los ucranianos ante la dolorosa pérdida de vida en Odesa. Hoy la comunidad internacional debe permanecer unida en su apoyo con el pueblo ucraniano, mientras hace frente a esta tragedia».[74]

### Aniversario
El 2 de mayo de 2015, los familiares recordaron a las 46 personas víctimas de la masacre de Odesa y colocaron flores en el edificio de los sindicatos, mientras reclamaba justicia. Más de tres mil policías y militares fueron desplegados por toda la ciudad.